# Julia L. Shear
Julia Louise Shear (* 14. Juli 1968 in Athen) ist eine US-amerikanische Klassische Archäologin.
Julia L. Shear ist die Tochter der Archäologen T. Leslie Shear, Jr. (1938–2022) und Ione Mylonas Shear (1936–2005). Sie studierte Klassische Archäologie an der Harvard University (A.B. 1992) und an der University of Pennsylvania, wo sie 2001 promoviert wurde. Von 2001 bis 2005 war sie Fellow an der University of Cambridge, von 2005 bis 2009 Lecturer an der University of Glasgow und von 2009 bis 2013 war sie Mitglied der American School of Classical Studies at Athens. Seit 2009 lehrt sie an der Boğaziçi Üniversitesi in Istanbul.

## Schriften
- Polis and Panathenaia. The history and development of Athena’s festival. Dissertation, University of Pennsylvania 2001.
- Polis and Revolution. Responding to Oligarchy in Classical Athens. Cambridge University Press, Cambridge/New York 2011, ISBN 978-0-521-76044-7.
- Serving Athena. The festival of the Panathenaia and the construction of Athenian identities. Cambridge University Press, Cambridge/New York 2021, ISBN 978-1-108-48527-2.